# بوما (مركبة مشاة قتالية)
بوما هي مركبة مشاة قتالية ألمانية بدأ إنتاج الدفعة الأولى المكونة من 350 مركبة في عام 2010 ومن المقرر الانتهاء منها بحلول الربع الثاني من عام 2021. وقد تلقت الدفعة الثانية المكونة من 210 التمويل اللازم.